# アーデルハイト・フォン・レーヴェンシュタイン＝ヴェルトハイム＝ローゼンベルク

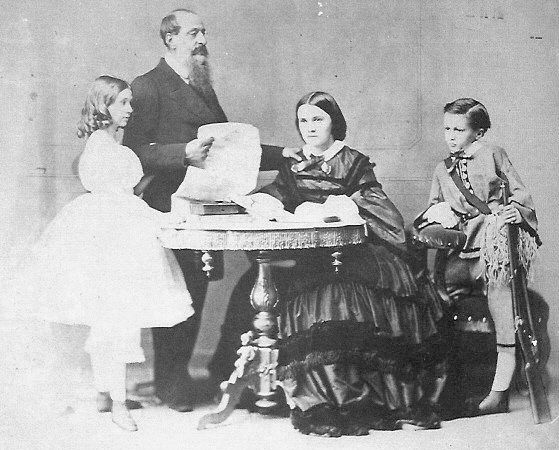
ミゲル1世夫妻と長女マリア・ダス・ネヴェス、長男ミゲル2世

アーデルハイト・フォン・レーヴェンシュタイン＝ヴェルトハイム＝ローゼンベルク（Adelheid von Löwenstein-Wertheim-Rosenberg、1831年4月3日 - 1909年12月16日）は、ポルトガルの廃王ミゲル1世の妻。ミゲルの廃位後に結婚したため、王妃ではない。ドイツ語での全名は、アーデルハイト・ゾフィー・アマーリエ・ルイーゼ・レオポルディーネ（Adelheid Sophie Amalie Louise Leopoldine）。ポルトガル語ではアデライデ（Adelaide）。

## 生涯
レーヴェンシュタイン＝ヴェルトハイム＝ローゼンベルク家の侯世子コンスタンティンと、その妻でホーエンローエ＝ランゲンブルク侯カール・ルートヴィヒの娘アグネスの間の長女として、クラインホイバッハ（現在のバイエルン州ミルテンベルク郡の町）で生まれた。生家はヴィッテルスバッハ家の傍系だった（先祖はプファルツ選帝侯フリードリヒ1世）。
1851年9月24日、20歳で49歳のミゲルと結婚した。ミゲルは姪マリア2世と王位を争って敗れ、自身への年金と引き替えに退位してオーストリアへ亡命していた。彼は二度と王座に返り咲くことはなかった。1837年にはスペインの第一次カルリスタ戦争に介入し、王位僭称者モリナ伯カルロスの支援をしたが失敗に終わった。アーデルハイトと結婚している間も、彼はイベリア半島の絶対王政の象徴であった。
1866年11月にミゲルが死んだとき、6人の子供たちはまだ成年に達していなかった。アデライデはそれから10年もの間、子供たちにポルトガル王子・王女としてふさわしい結婚をさせるべく、ヨーロッパの有力王族・貴族との縁組成立のため奔走した。彼女の努力は成功を収め、彼女の子孫たちは現在のベルギー王家やルクセンブルク大公家、ハプスブルク家につらなっている。
アーデルハイトは1909年にイギリス・ワイト島で亡くなり、ブラガンサ家の墓所のあるリスボンのサン・ヴィセンテ・デ・フォーラ修道院に葬られた。

## 子女
いずれもポルトガル語名で記す。
- マリア・ダス・ネヴェス（1852年 - 1941年） - スペインのサン・ハイメ公アルフォンソ・カルロスの妻。
- ミゲル（1853年 - 1927年） - 現在のポルトガル王位請求者ドゥアルテ・ピオの祖父。
- マリア・テレサ（1855年 - 1944年） - オーストリア大公カール・ルートヴィヒの3度目の妃。
- マリア・ジョゼ（1857年 - 1943年） - バイエルン公カール・テオドール（オーストリア皇后エリーザベトの弟）の2度目の妃。
- アルデグンデス（1858年 - 1946年） - パルマ公カルロ3世の息子、バルディ伯エンリコの2度目の妃。
- マリア・アナ（1861年 - 1942年） - ルクセンブルク大公ギヨーム4世妃。
- マリア・アントニア（1862年 - 1959年） - パルマ公ロベルト1世の2度目の妃。